# Anke Lohrer
Anke Lohrer (* 4. Dezember 1969 in Duisburg) ist eine deutsche zeitgenössische Künstlerin.

## Leben und Werk
Lohrer studierte von 1995 bis 2001 an der Kunstakademie Düsseldorf bei Jannis Kounellis und Fritz Schwegler. Seit 1999 ist sie Meisterschülerin von Fritz Schwegler. Nach ihrem Studium hatte sie ein Stipendium des deutsch-französischen Kulturrates für einen Paris-Aufenthalt mit dem Mentor Jean-Marc Bustamante an der École nationale.
Sie entwirft raumgreifende Installationen, Zeichnungen und Bilder. Hervorzuheben sind ihre aufwendigen Künstlerbücher. Für ihre Arbeiten verwendet sie Materialien wie Papier, Ton, Bücher, Videos im Raum und Leinwände. Es geht in Lohrers Werk um eine Verbindung von Wissenschaft und Philosophie sowie um die Grenzen und Übergänge von Naturwissenschaft und Kunst. Zunehmend steht auch die Pflanzenwelt im Zentrum ihres Interesses. Seit 2007 hat Lohrer verschiedene Lehraufträge an Hochschulen (u. a. Heinrich-Heine-Universität, Düsseldorf, Universität Paderborn und Siegen, Internationale Sommerakademie Salzburg). Sie ist ordentliches Mitglied des Deutschen Künstlerbundes.

## Einzelausstellungen (Auswahl)
- 2020 Anke Lohrer. Eden – Klangbilder, Fünfzehnwochen, Düsseldorf
- 2017 Anke Lohrer. Book/Art/Book. La Moulinette, Paris.
- 2017 Anke Lohrer. Books in motion. Neues aus dem Wald, Düsseldorf.
- 2015 Anke Lohrer. Goldene Zeiten - Eine Hommage an die Alchemie- - Rechtsanwaltskammer Frankfurt am Main, Frankfurt/Main
- 2011 Kunstfrühling 2011 - Horst Janssen Museum, Oldenburg
- 2010 About Fashion & Heroes - Galerie Sylvia Bernhardt, Wiesbaden,
- 2010 Floating Nature - Galerie Clara Maria Sels, Düsseldorf
- 2007 How would you like heaven? - Oberwelt e.V., Stuttgart
- 2004 Anke Lohrer - La vie en robe - Galerie Clara Maria Sels, Düsseldorf
- 2002 Anke Lohrer - Passion - Galerie Fluid Image, Grenoble
- 2001 Anke Lohrer - "Pleased to meet you" - Galerie Clara Maria Sels, Düsseldorf
- 1996 Anke Lohrer. Von der Zeichnung über Bücher zum Objekt - Bilderbuchmuseum, Troisdorf

## Gruppenausstellungen (Auswahl)
- 2020: Fleurs, Gruppenausstellung Galerie Clara Maria Sels[1]
- 2019 Hugenottenhaus, Kassel
- 2019 Phototropia, Maison des relations internationales, Montpellier

- 2018/2019 Phototropia, Maison de Heidelberg, Montpellier

- 2018 Die Grosse Kunstausstellung NRW, Museum Kunstpalast, Düsseldorf

- 2017 Summer Group Show-Galerie Karsten Weigmann, Düsseldorf
- 2016 Hängung #4, neue Enden II - Gerson Höger Galerie, Hamburg
- 2015 Wahlverwandtschaften. Duisburger Künstler und junge Talente. - Lehmbruck Museum, Duisburg
- 2015 Linienzüge - Forum für Kunst und Kultur Herzogenrath in der Euregio e.V., Herzogenrath
- 2015 neue enden - 36 Künstler der ehemaligen Schweglerklasse stellen aus - Kasseler Kunstverein, Kassel
- 2015 Summer-light - Galerie Clara Maria Sels, Düsseldorf
- 2015 Drucken - Museum Kunstpalast, Düsseldorf
- 2014 in Gedenken an Fritz Schwegler - Maxhaus, Katholisches Stadthaus in Düsseldorf, Düsseldorf
- 2014 Von Hier Bis Jetzt - Kunstraum Düsseldorf, Düsseldorf
- 2010 Best of - Galerie Sylvia Bernhardt, Wiesbaden
- 2008 Anke Lohrer / Susanne Ritter - APEX pro art e.V., Göttingen
- 2007 Animals - Tiere im zeitgenössischen Holzschnitt - Städtisches Kunstmuseum Spendhaus Reutlingen, Reutlingen
- 2007 Kava Kava - Facetten der Angst - Kunstmuseum Mülheim an der Ruhr, Mülheim an der Ruhr
- 2007 Internationale Grafik-Triennale Oldenburg - Horst Janssen Museum, Oldenburg
- 2003 Tierische Begegnungen - Galerie Christine Hölz, Grevenbroich
- 2002 Kontakte. 33 Künstler der Kunstakademie Düsseldorf in der Halle 6. - Galerie Christine Hölz, Düsseldorf
- 2001 Trendwende - Kunstraum Düsseldorf, Düsseldorf
- 1997 Junger Westen-Druckgrafik und Handzeichnung- 1997 - Kunsthalle Recklinghausen, Recklinghausen